# Гудо-Висконти
Гудо-Висконти (итал. Gudo Visconti) — коммуна в Италии, в провинции Милан области Ломбардия.
Население составляет 1309 человек (2008 г.), плотность населения составляет 262 чел./км². Занимает площадь 5 км². Почтовый индекс — 20088. Телефонный код — 02.
Покровителем коммуны почитается святой Константин, празднование в четвёртое воскресение августа. В коммуне имеется храм, освящённый в честь свв. Кирика и Иулитты.

## Демография
Динамика населения:

## Администрация коммуны
- Официальный сайт: http://www.gudo.it/